# Пчёлкин, Афанасий Афанасьевич
Афанасий Афанасьевич Пчёлкин (1903 — 1976) — нарком внутренних дел Киргизской ССР и Казахской ССР, генерал-майор (1945).

## Биография
Член ВКП(б). Депутат ВС СССР 2-го созыва. В 1918–1921 в РККА. С 1921 в ВЧК—ОГПУ. В 1939–1940 заместитель начальника отделения 3-го отдела ГУГБ НКВД СССР. С 1941 заместитель наркома внутренних дел Крымской АССР. В 1943–1946 нарком—министр внутренних дел Киргизской ССР. В 1946–1949 министр внутренних дел Казахской ССР. В 1949–1955 начальник Управления МВД по Воронежской области.

## Звания
- комиссар государственной безопасности, 12.05.1943;
- генерал-майор, 09.07.1945.

## Награды
- орден Ленина, 1945;
- орден Красного Знамени, 1944;
- орден Красной Звезды.